# Cesar Millan
Cesar Millan (rodným jménem César Millán Favela) nebo také „Zaříkávač psů“ (el perrero) (* 27. srpna 1969 Culiacán, Sinaloa, Mexiko) je americký cvičitel psů.
Proslavil se vlastním televizním pořadem (Našeptávač psů nebo Vůdce smečky Cesara Millana), vysílaném na stanici National Geographic Channel. Dále vydal několik knih a pravidelně vychází jeho měsíční časopis Cesar's way. Lidé z celého světa se za ním sjíždějí aby jim Cesar pomohl s jejich psím mazlíčkem.